# Godsmack
Godsmack is een Amerikaanse alternatieve rock/metal band uit Boston, Massachusetts (VS) bestaande uit vier muzikanten.

## Bezetting

### Huidige bandleden
- Sully Erna - zanger, gitaar, keyboards, drums, percussie, harmonica (1995–heden)
- Tony Rombola - gitarist, backing vocals (1997–heden)
- Robbie Merrill - bassist, (1996–heden)
- Shannon Larkin - drummer, percussie (2002–heden)

### Voormalige bandleden
- Lee Richards - gitarist(1996–1997)
- Tommy Stewart - drummer(1997–2002)
- Joe D'arco - drummer(1996–1997)

## Biografie
De band werd opgericht in februari 1995. Nadat Sully Erna 23 jaar achter het drumstel had gezeten besloot hij in 1994 een nieuwe band te beginnen. Nog geen jaar later waren de volgende bandleden erbij gekomen: Robbie Merrill, Tony Rombola en Lee Richards.
Hun debuutalbum All Wound Up kwam uit in 1997 en werd in eigen beheer uitgebracht.
In 2002 kreeg Godsmack een nominatie voor een Grammy Award in de categorie Best Rock Instrumental Performance met het nummer Vampires van het album Awake.
In 2004 stond de band in het voorprogramma van Metallica en in de zomer dat jaar stond Dropbox bij hen in het voorprogramma. Dat jaar gaven ze nog akoestische optredens na het uitbrengen van de ep The Other Side, ook in het voorprogramma van Metallica. In september 2004 kwam hun live-dvd Changes uit.
Het album IV kwam uit in mei 2006.
Het album The Oracle is begin mei 2010 uitgebracht. Van deze cd is een single uitgebracht: Cryin' like a Bitch!
In 2014 kwam het album '1000HP' uit. De eerste uitgebrachte single heeft dezelfde naam als het album en kwam binnen op nummer 1 in de Amerikaanse iTunes Rock Chart.
Tijdens een concert wat Erna op 15 september 2017 gaf in Melkweg (Amsterdam), kondigde hij aan dat Godsmack in 2018 met een nieuw album zou komen. De eerste single wordt verwacht in januari, en het gehele album moet uiterlijk in april uitkomen.

## Discografie

### Albums
- 1997: All Wound Up
- 1998: Godsmack
- 2000: Awake
- 2003: Faceless
- 2004: The Other Side
- 2006: IV
- 2007:   Good Times Bad Times
- 2010: The Oracle
- 2012: Live & Inspired
- 2014: 1000hp
- 2018: When Legends Rise
- 2023: Lighting Up The Sky
- 2024: Power Hour

### Singlesenep's
- 1995: The Scam (Demo)
- 1997: Whatever
- 1998: Keep Away
- 1999: Voodoo
- 2000: Bad Religion
- 2000: Awake
- 2001: Greed
- 2001: Bad Magick
- 2002: I Stand Alone
- 2003: Straight Out Of Line
- 2003: Serenity
- 2003: Re-Align
- 2004: The Other Side (ep met akoestische nummers)
- 2006: Bring It On

### Dvd's
- 2002: Smack This
- 2003: Godsmack Live
- 2004: Changes